# Исаков, Валерий Александрович
Валерий Александрович Исаков (16 января 1945, Ленинград — 9 декабря 2020, Санкт-Петербург) — советский и российский учёный-инфекционист, доктор медицинских наук, профессор. Создатель и научный руководитель «Центра герпесвирусных инфекций и иммунореабилитации» Клинической больницы № 122 имени Л. Г. Соколова ФМБА России (2014—2020). Руководитель клиники респираторных и герпесвирусных инфекций взрослых НИИ гриппа РАМН (1989—1999).

## Биография
Родился 16 января 1945 года в Ленинграде в семье служащих. Учился в Военно-медицинской академии, затем в 1969 году окончил лечебный факультет Первого Ленинградского медицинского института имени академика И. П. Павлова. С 1969 по 1972 год проходил обучение в аспирантуре ВНИИ гриппа Минзрава СССР.
В 1973 году защитил кандидатскую диссертацию на тему «Биологические особенности штаммов вируса гриппа типа В».
В 1976—1980 годах работал младшим научным сотрудником клиники гриппа и ОРЗ взрослых ВНИИ гриппа на базе 23-го отделения Клинической инфекционной больницы имени С. П. Боткина, врачом скорой помощи.
С 1980 по 1989 год преподавал на кафедре инфекционных болезней Ленинградского Государственного института для усовершенствования врачей имени С. М. Кирова, руководитель курса лабораторной диагностики СПИДа (создан совместно с А. Г. Рахмановой) и куратор отделения для больных ВИЧ-инфекцией на базе Клинической инфекционной больницы имени С. П. Боткина.
В 1989—1999 годах был руководителем клиники респираторных инфекций взрослых НИИ гриппа РАМН, в 1990—1999 годах — руководителем отдела клинической вирусологии, заместителем директора по научной и лечебной работе.
В 1997 году защитил докторскую диссертацию на тему «Тяжёлые формы гриппа: клиника и система этапного лечения».
В 1998—2007 годах был профессором кафедры микробиологии, иммунологии и инфекционных болезней (с курсом дерматовенерологии) Института медицинского образования Новгородского государственного университета имени Ярослава Мудрого.
В 2007 году стал профессором кафедры инфекционных болезней и эпидемиологии Первого Санкт-Петербургского государственного медицинского университета имени академика И. П. Павлова.
С 2014 по 2020 год был научным руководителем Центра герпесвирусных инфекций и иммунореабилитации Клинической больницы № 122 имени Л. Г. Соколова.
В. А. Исаков являлся членом редколлегии журнала «Terra Medica nova», научного журнала «Молекулярная эпидемиология, микробиология и иммунология — МЭМИ» (МЗ Республики Беларусь, Минск), членом редакционного совета журнала «МЕДЛАЙН-Экспресс».
Член Правления петербургского отделения Российской ассоциации аллергологов и клинических иммунологов (РААКИ) и Правления Российской ассоциации по генитальным инфекциям и неоплазии (РАГИН, Москва), член Международного общества иммунореабилитации, академик Российской академии естественных наук (РАЕН) и Нью-Йоркской академии наук (США).
Под его руководством подготовлено более 30 клинических ординаторов и 3 кандидата наук.
Умер 9 декабря 2020 года в Санкт-Петербурге.

## Научная деятельность
В. А. Исаков занимался изучением вопросов патогенеза и поиском новых терапевтических подходов для лечения герпесвирусных заболеваний. Предложил и развил ряд новых научных направлений, связанных с лечением и профилактикой массовых вирусных инфекций (грипп, ОРЗ, герпес).
В 1992 году впервые в России предложил (в соавторстве с Е. Е. Дубининой, В. В. Туркиным, Г. А. Бабенко) новый метод очистки супероксиддисмутазы из плазмы крови человека, что позволило успешно применить для лечения больных тяжёлым гриппом препарат эритроцитарной СОД (эрисод).
Работы Исакова также оказали влияние на применение иммуномодуляторов в терапии и профилактике респираторных инфекций. Он одним из первых начал применение ГМДП для лечения герпеса.

## Основные научные работы
В. А. Исаков опубликовал свыше 500 научных работ, в том числе 15 монографий, 25 методических рекомендаций и руководств для врачей, соавтор 3 изобретений.
- Рахманова А. Г., Исаков В. А., Чайка Н. А. Цитомегаловирусная инфекция и СПИД: рекомендации для врачей. — Л.: ЛНИИЭМ, 1990. — 60 с.
- Исаков В. А., Чайка Н. А., Ермоленко Д. К. Вирус герпеса 6-го типа и СПИД. — Л.: ЛНИИЭМ, 1991. — 28 с.
- Исаков В. А., Ермоленко Д. К., Черных М. Д. Терапия герпетической инфекции. — СПб: Гиппократ, 1993. — 40 с. — ISBN 5-8232-0157-5.
- Исаков В. А., Туркин В. В., Киселев О. И. Использование антиоксидантов в терапии гриппа и ОРЗ. — СПб., 1996. — 52 с.
- Исаков В. А., Сафронова М. М. Клиника и лечение генитального герпеса. — СПб., 1997.
- Исаков В. А., Борисова В. В., Исаков Д. В. Герпес: Патогенез и лабораторная диагностика: руководство для врачей. — СПб.: Лань, 1999. — 190 с. — ISBN 5-8114-0143-4.
- Исаков В. А., Разнатовский И. М., Чайцев В. Г., Ястребов В. В. Лимфомы кожи. Урогенитальная герпесвирусная инфекция. — СПб.: Сотис, 2000. — 184 с. — ISBN 5-85503-080-6.
- Исаков В. А., Архипова Е. И., Ермоленко Д. К. Терапия урогенитального хламидиоза: руководство для врачей. — СПб., 2004. — 74 с. — ISBN 5-94542-098-0.
- Исаков В. А., Архипова Е. И., Исаков Д. В. Герпесвирусные инфекции человека: руководство для врачей. — СПб.: СпецЛит, 2006. — 300 с. — ISBN 5-299-00320-X.
- Исаков В. А., Архипова Е. И., Исаков Д. В. Герпесвирусные инфекции человека: руководство для врачей. 2-е изд., перераб. и доп. — СПб.: СпецЛит, 2013. — 666 с. — ISBN 978-5-299-00454-0
- Каспина А. И., Исаков В. А., Силин А. В. Герпесвирусная инфекция : особенности проявлений в челюстно-лицевой области: учебное пособие. 2-е изд., испр. и доп. — СПб.: СпецЛит, 2018. — 64 с. — ISBN 978-5-299-00936-1.
- Исаков Д. В., Исаков В. А. Простой и опоясывающий герпес: клиника, лечение и профилактика. — СПб.: СпецЛит, 2021. — 539 с. — ISBN 978-5-299-01051-0.